# Article 75 de la Constitution de la Cinquième République française
Article 74-1 Article 75-1
L'article 75 de la Constitution de la Cinquième République française permet à certains citoyens français de conserver un statut civil coutumier dont les règles ne figurent pas au code civil. C'est notamment le cas à Mayotte, en Nouvelle-Calédonie et à Wallis et Futuna.
Ainsi, Mayotte connaît un droit coutumier comprenant des éléments de droit islamique et des coutumes africaines. Certains éléments, tels que la polygamie ou la répudiation unilatérale, sont toutefois remis en cause progressivement.
De même, Wallis et Futuna reconnaît un droit coutumier et donc les trois royaumes coutumiers comprenant des éléments issus de la religion catholique et des usages locaux. 

## Texte de l'article
« Les citoyens de la République qui n'ont pas le statut civil de droit commun, seul visé à l'article 34, conservent leur statut personnel tant qu'ils n'y ont pas renoncé. »
— Article 75 de la Constitution du 4 octobre 1958